# اسلاوکا بودینووا
اسلاوکا بودینووا (چکی: Slávka Budínová؛ ۲۱ آوریل ۱۹۲۴ – ۳۱ ژوئیهٔ ۲۰۰۲) بازیگر اهل چکسلواکی بود.
از فیلم‌ها یا برنامه‌های تلویزیونی که وی در آن نقش داشته‌است، می‌توان به کلیا و سیل اشاره کرد.